# Nấm sò
Nấm sò hay Nấm bào ngư (danh pháp hai phần: Pleurotus ostreatus) là một loài nấm ăn được thuộc họ Pleurotaceae. Nó được trồng lần đầu ở Đức để ăn trong thế chiến 1 nhưng mãi cho đến năm 1970, nấm bào ngư mới được nuôi trồng đại trà khắp thế giới, tuy nhiên việc trồng được ghi chép trong tài liệu đầu tiên là bởi Kaufert . Loài nấm này mọc trên các thân cây khô hoặc suy yếu, thành những tai nấm xen kẽ nhau như hình bậc thang. 
Nó liên quan đến loài nấm trồng "vua nấm sò". Nấm sò được xem là một nấm dược liệu do nó có chứa các statin như lovastatin có tác dụng giảm cholesterol.
Ngoài ra, cũng đang có một số đề tài nghiên cứu về khả năng chống ung thư của nấm bào ngư do sự hiện diện của lovastatin trong tai nấm, tập trung ở phiến nấm và đặc biệt ở bào tử nấm. 
Nấm sò là một trong những thường tìm nấm hoang dã, mặc dù nó cũng có thể được trồng trên rơm rạ và các loại vật liệu khác. Nó thường có hương thơm của hồi do sự hiện diện của benzaldehyde

## Hành vi săn mồi
Ở dưới chân gốc của loài nấm này ở trên bề mặt khúc gỗ mục ẩm ướt có nhiều giun Nematoda. Nấm sò mọc ra những sợi tơ có hóa chất thu hút các loài giun này đến và bị tơ nấm sò quấn lấy. Trên các sợi tơ của nấm Sò cũng có một độc tố gây tê liệt. Nấm sò luồn các sợi tơ vào miệng của chúng, sau đó giải phóng protein có tác dụng phân hủy. Cuối cùng, nó chỉ việc thong thả nhấm nháp cơ thể con mồi từ bên trong ra đến tận bên ngoài. Loại protein mà nấm sò dùng để tiêu hóa giun tròn, pleurotolysin. Pleurotolysin thuộc về nhóm protein tan được trong nước, tấn công bằng cách đục thủng màng tế bào. Các nguyên tử của Pleurotolysin có thể gắn kết lại với nhau, chúng liên kết mỗi 13 nguyên tử thành một vòng tròn phân tử Pleurotolysin. 